# Sara Varga
Sara Varga (nombre real: Sara Varga Madeleine Jonsson, nacido el 14 de abril de 1982 en Estocolmo) es una cantante de vispop, autora y DJ sueca. Compitió en Melodifestivalen 2011 con la canción Spring för livet, escrita por Varga y Figge Boström, y terminó en noveno lugar.

## Discografía

### Álbumes
- Faith, Hope & Love (2008)
- Spring för livet (2011)
- Ett år av tystnad (2012)

### Sencillos
- «Always Have» (2008)
- «Du gick» (2010)
- «Spring för livet» (2011)